# Volta à Andaluzia de 2020
A 66.ª edição da Volta à Andaluzia (chamado oficialmente: Ruta Del Sol Vuelta Ciclista a Andalucía) foi uma corrida de ciclismo de estrada por etapas que se celebrou na Espanha entre 19 e 23 de fevereiro de 2020 sobre um percurso de 685,8 quilómetros dividido em 5 etapas, com início na cidade de Alhaurín de la Torre e final na cidade de Mijas.
A corrida fez parte do UCI ProSeries de 2020, calendário ciclístico mundial de segunda divisão, dentro da categoria UCI 2.pro e foi vencida pelo dinamarquês Jakob Fuglsang do Astana. Completaram o pódio, como segundo e terceiro classificado respectivamente, o australiano Jack Haig do Mitchelton-Scott e o espanhol Mikel Landa do Bahrain McLaren.

## Equipas participantes
Tomaram parte na corrida 21 equipas: 8 de categoria UCI WorldTeam convidados pela organização, 12 de categoria UCI ProTeam e um de categoria Continental. Formaram assim um pelotão de 144 ciclistas dos que acabaram 127. As equipas participantes foram:
| Equipes WorldTeam (8)- Astana - Lotto Soudal - Jumbo-Visma - Mitchelton-Scott - AG2R La Mondiale - UAE Team Emirates - Bahrain McLaren - Movistar Team Equipes ProTeam (12)- Riwal Readynez - Sport Vlaanderen-Baloise - Alpecin-Fenix - Gazprom-RusVelo - Burgos-BH - Euskaltel-Euskadi - B&B Hotels-Vital Concept p/b KTM - Circus-Wanty Gobert - Total Direct Énergie - Caja Rural-Seguros RGA - Arkéa-Samsic - Bingoal-Wallonie Bruxelles Equipe Continental- Equipo Kern Pharma |
| |

## Percorrido
A Volta à Andaluzia dispôs de cinco etapas para um percurso total de 687 quilómetros, dividido em duas etapas de alta montanha, uma jornada mista que combina um percurso plano e em media montanha, uma etapa em media montanha e por último como novidade uma contrarrelógio individual.
| Etapa | Data    | Percurso                         | type                      | Distância (km) | Vencedor                  | Líder geral    |
| ----- | ------- | -------------------------------- | ------------------------- | -------------- | ------------------------- | -------------- |
| 1     | 19 fev. | Alhaurín de la Torre – Grazalema | alta montanha             | 173,8          | Jakob Fuglsang            | Jakob Fuglsang |
| 2     | 20 fev. | Sevilha – Iznájar                | etapa plana               | 198,1          | Gonzalo Serrano Rodríguez | Jakob Fuglsang |
| 3     | 21 fev. | Jaén – Úbeda                     | alta montanha             | 175,9          | Jakob Fuglsang            | Jakob Fuglsang |
| 4     | 22 fev. | Villanueva Mesía – Granada       | média montanha            | 120            | Jack Haig                 | Jakob Fuglsang |
| 5     | 23 fev. | Mijas – Mijas                    | contrarrelógio individual | 13             | Dylan Teuns               | Jakob Fuglsang |

## Desenvolvimento da corrida

### 1.ª etapa
| Alhaurín de la Torre - Grazalema | alta montanha | (173,8 km) |

| \| Classificação por etapas \| Classificação por etapas \| Classificação por etapas \| Classificação por etapas \| Classificação por etapas \| \| Ciclista \| Ciclista \| Equipe \| Tempo \| \| \| ------------------------ \| ------------------------ \| ------------------------ \| ------------------------ \| ------------------------ \| \| 1. \| Jakob Fuglsang \| Astana \| 4h41m08s \| \| \| 2. \| Mikel Landa \| Bahrain McLaren \| + 6s \| \| \| 3. \| Dylan Teuns \| Bahrain McLaren \| + 25s \| \| \| 4. \| Jack Haig \| Mitchelton-Scott \| + 27s \| \| \| 5. \| Pello Bilbao \| Bahrain McLaren \| + 27s \| \| \| 6. \| Ion Izagirre \| Astana \| + 30s \| \| \| 7. \| Chris Harper \| Jumbo-Visma \| + 54s \| \| \| 8. \| David de la Cruz \| UAE Team Emirates \| + 1m03s \| \| \| 9. \| Harm Vanhoucke \| Lotto-Soudal \| + 1m03s \| \| \| 10. \| Rubén Fernández \| Fundación-Orbea \| + 1m07s \| \| |                  |                   |          |
| |                  |                   |          |
| |                  |                   |          |
| Classificação por etapas |                  |                   |          |
| Ciclista | Ciclista         | Equipe            | Tempo    |
| 1. | Jakob Fuglsang   | Astana            | 4h41m08s |
| 2. | Mikel Landa      | Bahrain McLaren   | + 6s     |
| 3. | Dylan Teuns      | Bahrain McLaren   | + 25s    |
| 4. | Jack Haig        | Mitchelton-Scott  | + 27s    |
| 5. | Pello Bilbao     | Bahrain McLaren   | + 27s    |
| 6. | Ion Izagirre     | Astana            | + 30s    |
| 7. | Chris Harper     | Jumbo-Visma       | + 54s    |
| 8. | David de la Cruz | UAE Team Emirates | + 1m03s  |
| 9. | Harm Vanhoucke   | Lotto-Soudal      | + 1m03s  |
| 10. | Rubén Fernández  | Fundación-Orbea   | + 1m07s  |

| \| Classificação geral \| Classificação geral \| Classificação geral \| Classificação geral \| Classificação geral \| \| Ciclista \| Ciclista \| Equipe \| Tempo \| \| \| ------------------- \| ------------------- \| ------------------- \| ------------------- \| ------------------- \| \| 1. \| Jakob Fuglsang \| Astana \| 4h41m08s \| \| \| 2. \| Mikel Landa \| Bahrain McLaren \| + 6s \| \| \| 3. \| Dylan Teuns \| Bahrain McLaren \| + 25s \| \| \| 4. \| Jack Haig \| Mitchelton-Scott \| + 27s \| \| \| 5. \| Pello Bilbao \| Bahrain McLaren \| + 27s \| \| \| 6. \| Ion Izagirre \| Astana \| + 30s \| \| \| 7. \| Chris Harper \| Jumbo-Visma \| + 54s \| \| \| 8. \| David de la Cruz \| UAE Team Emirates \| + 1m03s \| \| \| 9. \| Harm Vanhoucke \| Lotto-Soudal \| + 1m03s \| \| \| 10. \| Rubén Fernández \| Fundación-Orbea \| + 1m07s \| \| |                  |                   |          |
| |                  |                   |          |
| |                  |                   |          |
| Classificação geral |                  |                   |          |
| Ciclista | Ciclista         | Equipe            | Tempo    |
| 1. | Jakob Fuglsang   | Astana            | 4h41m08s |
| 2. | Mikel Landa      | Bahrain McLaren   | + 6s     |
| 3. | Dylan Teuns      | Bahrain McLaren   | + 25s    |
| 4. | Jack Haig        | Mitchelton-Scott  | + 27s    |
| 5. | Pello Bilbao     | Bahrain McLaren   | + 27s    |
| 6. | Ion Izagirre     | Astana            | + 30s    |
| 7. | Chris Harper     | Jumbo-Visma       | + 54s    |
| 8. | David de la Cruz | UAE Team Emirates | + 1m03s  |
| 9. | Harm Vanhoucke   | Lotto-Soudal      | + 1m03s  |
| 10. | Rubén Fernández  | Fundación-Orbea   | + 1m07s  |

### 2.ª etapa
| Sevilha - Iznájar | etapa plana | (198,1 km) |

| \| Classificação por etapas \| Classificação por etapas \| Classificação por etapas \| Classificação por etapas \| Classificação por etapas \| \| Ciclista \| Ciclista \| Equipe \| Tempo \| \| \| ------------------------ \| ------------------------- \| ------------------------ \| ------------------------ \| ------------------------ \| \| 1. \| Gonzalo Serrano Rodríguez \| Caja Rural-Seguros RGA \| 5h07m49s \| \| \| 2. \| Juan José Lobato \| Fundación-Orbea \| + 2s \| \| \| 3. \| Dylan Teuns \| Bahrain McLaren \| + 2s \| \| \| 4. \| Clément Venturini \| AG2R La Mondiale \| + 4s \| \| \| 5. \| Jack Haig \| Mitchelton-Scott \| + 4s \| \| \| 6. \| Jakob Fuglsang \| Astana \| + 4s \| \| \| 7. \| Edward Planckaert \| Sport Vlaanderen-Baloise \| + 4s \| \| \| 8. \| Ion Izagirre \| Astana \| + 4s \| \| \| 9. \| Andrea Pasqualon \| Circus-Wanty Gobert \| + 4s \| \| \| 10. \| Marc Soler \| Movistar Team \| + 4s \| \| |                           |                          |          |
| |                           |                          |          |
| |                           |                          |          |
| Classificação por etapas |                           |                          |          |
| Ciclista | Ciclista                  | Equipe                   | Tempo    |
| 1. | Gonzalo Serrano Rodríguez | Caja Rural-Seguros RGA   | 5h07m49s |
| 2. | Juan José Lobato          | Fundación-Orbea          | + 2s     |
| 3. | Dylan Teuns               | Bahrain McLaren          | + 2s     |
| 4. | Clément Venturini         | AG2R La Mondiale         | + 4s     |
| 5. | Jack Haig                 | Mitchelton-Scott         | + 4s     |
| 6. | Jakob Fuglsang            | Astana                   | + 4s     |
| 7. | Edward Planckaert         | Sport Vlaanderen-Baloise | + 4s     |
| 8. | Ion Izagirre              | Astana                   | + 4s     |
| 9. | Andrea Pasqualon          | Circus-Wanty Gobert      | + 4s     |
| 10. | Marc Soler                | Movistar Team            | + 4s     |

| \| Classificação geral \| Classificação geral \| Classificação geral \| Classificação geral \| Classificação geral \| \| Ciclista \| Ciclista \| Equipe \| Tempo \| \| \| ------------------- \| ------------------- \| ------------------- \| ------------------- \| ------------------- \| \| 1. \| Jakob Fuglsang \| Astana \| 9h49m01s \| \| \| 2. \| Mikel Landa \| Bahrain McLaren \| + 6s \| \| \| 3. \| Dylan Teuns \| Bahrain McLaren \| + 23s \| \| \| 4. \| Jack Haig \| Mitchelton-Scott \| + 27s \| \| \| 5. \| Ion Izagirre \| Astana \| + 30s \| \| \| 6. \| Pello Bilbao \| Bahrain McLaren \| + 30s \| \| \| 7. \| Chris Harper \| Jumbo-Visma \| + 1m00s \| \| \| 8. \| Harm Vanhoucke \| Lotto-Soudal \| + 1m09s \| \| \| 9. \| Rubén Fernández \| Fundación-Orbea \| + 1m13s \| \| \| 10. \| David de la Cruz \| UAE Team Emirates \| + 1m14s \| \| |                  |                   |          |
| |                  |                   |          |
| |                  |                   |          |
| Classificação geral |                  |                   |          |
| Ciclista | Ciclista         | Equipe            | Tempo    |
| 1. | Jakob Fuglsang   | Astana            | 9h49m01s |
| 2. | Mikel Landa      | Bahrain McLaren   | + 6s     |
| 3. | Dylan Teuns      | Bahrain McLaren   | + 23s    |
| 4. | Jack Haig        | Mitchelton-Scott  | + 27s    |
| 5. | Ion Izagirre     | Astana            | + 30s    |
| 6. | Pello Bilbao     | Bahrain McLaren   | + 30s    |
| 7. | Chris Harper     | Jumbo-Visma       | + 1m00s  |
| 8. | Harm Vanhoucke   | Lotto-Soudal      | + 1m09s  |
| 9. | Rubén Fernández  | Fundación-Orbea   | + 1m13s  |
| 10. | David de la Cruz | UAE Team Emirates | + 1m14s  |

### 3.ª etapa
| Jaén - Úbeda | alta montanha | (175,9 km) |

| \| Classificação por etapas \| Classificação por etapas \| Classificação por etapas \| Classificação por etapas \| Classificação por etapas \| \| Ciclista \| Ciclista \| Equipe \| Tempo \| \| \| ------------------------ \| ------------------------ \| ------------------------ \| ------------------------ \| ------------------------ \| \| 1. \| Jakob Fuglsang \| Astana \| 4h33m25s \| \| \| 2. \| Pello Bilbao \| Bahrain McLaren \| + 0s \| \| \| 3. \| Brandon McNulty \| UAE Team Emirates \| + 1s \| \| \| 4. \| Ion Izagirre \| Astana \| + 4s \| \| \| 5. \| Marc Soler \| Movistar Team \| + 6s \| \| \| 6. \| Dylan Teuns \| Bahrain McLaren \| + 8s \| \| \| 7. \| Jack Haig \| Mitchelton-Scott \| + 8s \| \| \| 8. \| Mikel Landa \| Bahrain McLaren \| + 8s \| \| \| 9. \| Antwan Tolhoek \| Jumbo-Visma \| + 13s \| \| \| 10. \| Maurits Lammertink \| Circus-Wanty Gobert \| + 26s \| \| |                    |                     |          |
| |                    |                     |          |
| |                    |                     |          |
| Classificação por etapas |                    |                     |          |
| Ciclista | Ciclista           | Equipe              | Tempo    |
| 1. | Jakob Fuglsang     | Astana              | 4h33m25s |
| 2. | Pello Bilbao       | Bahrain McLaren     | + 0s     |
| 3. | Brandon McNulty    | UAE Team Emirates   | + 1s     |
| 4. | Ion Izagirre       | Astana              | + 4s     |
| 5. | Marc Soler         | Movistar Team       | + 6s     |
| 6. | Dylan Teuns        | Bahrain McLaren     | + 8s     |
| 7. | Jack Haig          | Mitchelton-Scott    | + 8s     |
| 8. | Mikel Landa        | Bahrain McLaren     | + 8s     |
| 9. | Antwan Tolhoek     | Jumbo-Visma         | + 13s    |
| 10. | Maurits Lammertink | Circus-Wanty Gobert | + 26s    |

| \| Classificação geral \| Classificação geral \| Classificação geral \| Classificação geral \| Classificação geral \| \| Ciclista \| Ciclista \| Equipe \| Tempo \| \| \| ------------------- \| ------------------- \| ------------------- \| ------------------- \| ------------------- \| \| 1. \| Jakob Fuglsang \| Astana \| 14h22m26s \| \| \| 2. \| Mikel Landa \| Bahrain McLaren \| + 14s \| \| \| 3. \| Pello Bilbao \| Bahrain McLaren \| + 30s \| \| \| 4. \| Dylan Teuns \| Bahrain McLaren \| + 31s \| \| \| 5. \| Ion Izagirre \| Astana \| + 34s \| \| \| 6. \| Jack Haig \| Mitchelton-Scott \| + 35s \| \| \| 7. \| Chris Harper \| Jumbo-Visma \| + 1m23s \| \| \| 8. \| Marc Soler \| Movistar Team \| + 1m27s \| \| \| 9. \| Rubén Fernández \| Fundación-Orbea \| + 1m36s \| \| \| 10. \| Harm Vanhoucke \| Lotto-Soudal \| + 1m36s \| \| |                 |                  |           |
| |                 |                  |           |
| |                 |                  |           |
| Classificação geral |                 |                  |           |
| Ciclista | Ciclista        | Equipe           | Tempo     |
| 1. | Jakob Fuglsang  | Astana           | 14h22m26s |
| 2. | Mikel Landa     | Bahrain McLaren  | + 14s     |
| 3. | Pello Bilbao    | Bahrain McLaren  | + 30s     |
| 4. | Dylan Teuns     | Bahrain McLaren  | + 31s     |
| 5. | Ion Izagirre    | Astana           | + 34s     |
| 6. | Jack Haig       | Mitchelton-Scott | + 35s     |
| 7. | Chris Harper    | Jumbo-Visma      | + 1m23s   |
| 8. | Marc Soler      | Movistar Team    | + 1m27s   |
| 9. | Rubén Fernández | Fundación-Orbea  | + 1m36s   |
| 10. | Harm Vanhoucke  | Lotto-Soudal     | + 1m36s   |

### 4.ª etapa
| Villanueva Mesía - Granada | média montanha | (120 km) |

| \| Classificação por etapas \| Classificação por etapas \| Classificação por etapas \| Classificação por etapas \| Classificação por etapas \| \| Ciclista \| Ciclista \| Equipe \| Tempo \| \| \| ------------------------ \| ------------------------ \| ------------------------ \| ------------------------ \| ------------------------ \| \| 1. \| Jack Haig \| Mitchelton-Scott \| 3h07m35s \| \| \| 2. \| Jakob Fuglsang \| Astana \| + 0s \| \| \| 3. \| Mikel Landa \| Bahrain McLaren \| + 0s \| \| \| 4. \| Brandon McNulty \| UAE Team Emirates \| + 27s \| \| \| 5. \| Ion Izagirre \| Astana \| + 27s \| \| \| 6. \| Dylan Teuns \| Bahrain McLaren \| + 1m14s \| \| \| 7. \| Marc Soler \| Movistar Team \| + 1m14s \| \| \| 8. \| Álvaro Cuadros \| Caja Rural-Seguros RGA \| + 1m14s \| \| \| 9. \| Harm Vanhoucke \| Lotto-Soudal \| + 1m14s \| \| \| 10. \| Andrey Zeits \| Mitchelton-Scott \| + 1m14s \| \| |                 |                        |          |
| |                 |                        |          |
| |                 |                        |          |
| Classificação por etapas |                 |                        |          |
| Ciclista | Ciclista        | Equipe                 | Tempo    |
| 1. | Jack Haig       | Mitchelton-Scott       | 3h07m35s |
| 2. | Jakob Fuglsang  | Astana                 | + 0s     |
| 3. | Mikel Landa     | Bahrain McLaren        | + 0s     |
| 4. | Brandon McNulty | UAE Team Emirates      | + 27s    |
| 5. | Ion Izagirre    | Astana                 | + 27s    |
| 6. | Dylan Teuns     | Bahrain McLaren        | + 1m14s  |
| 7. | Marc Soler      | Movistar Team          | + 1m14s  |
| 8. | Álvaro Cuadros  | Caja Rural-Seguros RGA | + 1m14s  |
| 9. | Harm Vanhoucke  | Lotto-Soudal           | + 1m14s  |
| 10. | Andrey Zeits    | Mitchelton-Scott       | + 1m14s  |

| \| Classificação geral \| Classificação geral \| Classificação geral \| Classificação geral \| Classificação geral \| \| Ciclista \| Ciclista \| Equipe \| Tempo \| \| \| ------------------- \| ------------------- \| ------------------- \| ------------------- \| ------------------- \| \| 1. \| Jakob Fuglsang \| Astana \| 17h30m01s \| \| \| 2. \| Mikel Landa \| Bahrain McLaren \| + 14s \| \| \| 3. \| Jack Haig \| Mitchelton-Scott \| + 35s \| \| \| 4. \| Ion Izagirre \| Astana \| + 1m01s \| \| \| 5. \| Pello Bilbao \| Bahrain McLaren \| + 1m44s \| \| \| 6. \| Dylan Teuns \| Bahrain McLaren \| + 1m45s \| \| \| 7. \| Marc Soler \| Movistar Team \| + 2m41s \| \| \| 8. \| Rubén Fernández \| Fundación-Orbea \| + 2m50s \| \| \| 9. \| Harm Vanhoucke \| Lotto-Soudal \| + 2m50s \| \| \| 10. \| Brandon McNulty \| UAE Team Emirates \| + 2m59s \| \| |                 |                   |           |
| |                 |                   |           |
| |                 |                   |           |
| Classificação geral |                 |                   |           |
| Ciclista | Ciclista        | Equipe            | Tempo     |
| 1. | Jakob Fuglsang  | Astana            | 17h30m01s |
| 2. | Mikel Landa     | Bahrain McLaren   | + 14s     |
| 3. | Jack Haig       | Mitchelton-Scott  | + 35s     |
| 4. | Ion Izagirre    | Astana            | + 1m01s   |
| 5. | Pello Bilbao    | Bahrain McLaren   | + 1m44s   |
| 6. | Dylan Teuns     | Bahrain McLaren   | + 1m45s   |
| 7. | Marc Soler      | Movistar Team     | + 2m41s   |
| 8. | Rubén Fernández | Fundación-Orbea   | + 2m50s   |
| 9. | Harm Vanhoucke  | Lotto-Soudal      | + 2m50s   |
| 10. | Brandon McNulty | UAE Team Emirates | + 2m59s   |

### 5.ª etapa
| Mijas - Mijas | contrarrelógio individual | (13 km) |

| \| Classificação por etapas \| Classificação por etapas \| Classificação por etapas \| Classificação por etapas \| Classificação por etapas \| \| Ciclista \| Ciclista \| Equipe \| Tempo \| \| \| ------------------------ \| ------------------------ \| ------------------------ \| ------------------------ \| ------------------------ \| \| 1. \| Dylan Teuns \| Bahrain McLaren \| 17m57s \| \| \| 2. \| Jakob Fuglsang \| Astana \| + 17m57s \| \| \| 3. \| Alexander Edmondson \| Mitchelton-Scott \| + 2s \| \| \| 4. \| Pello Bilbao \| Bahrain McLaren \| + 3s \| \| \| 5. \| Brandon McNulty \| UAE Team Emirates \| + 9s \| \| \| 6. \| Ion Izagirre \| Astana \| + 17s \| \| \| 7. \| Jack Haig \| Mitchelton-Scott \| + 24s \| \| \| 8. \| Chris Harper \| Jumbo-Visma \| + 31s \| \| \| 9. \| Nelson Oliveira \| Movistar Team \| + 32s \| \| \| 10. \| Sonny Colbrelli \| Bahrain McLaren \| + 33s \| \| |                     |                   |          |
| |                     |                   |          |
| |                     |                   |          |
| Classificação por etapas |                     |                   |          |
| Ciclista | Ciclista            | Equipe            | Tempo    |
| 1. | Dylan Teuns         | Bahrain McLaren   | 17m57s   |
| 2. | Jakob Fuglsang      | Astana            | + 17m57s |
| 3. | Alexander Edmondson | Mitchelton-Scott  | + 2s     |
| 4. | Pello Bilbao        | Bahrain McLaren   | + 3s     |
| 5. | Brandon McNulty     | UAE Team Emirates | + 9s     |
| 6. | Ion Izagirre        | Astana            | + 17s    |
| 7. | Jack Haig           | Mitchelton-Scott  | + 24s    |
| 8. | Chris Harper        | Jumbo-Visma       | + 31s    |
| 9. | Nelson Oliveira     | Movistar Team     | + 32s    |
| 10. | Sonny Colbrelli     | Bahrain McLaren   | + 33s    |

## Classificações finais
- As classificações finalizaram da seguinte forma:[5]

### Classificação geral
| \| Classificação geral \| Classificação geral \| Classificação geral \| Classificação geral \| Classificação geral \| \| Ciclista \| Ciclista \| Equipe \| Tempo \| \| \| ------------------- \| ------------------- \| ------------------- \| ------------------- \| ------------------- \| \| 1. \| Jakob Fuglsang \| Astana \| 17h47m58s \| \| \| 2. \| Jack Haig \| Mitchelton-Scott \| + 59s \| \| \| 3. \| Mikel Landa \| Bahrain McLaren \| + 1m12s \| \| \| 4. \| Ion Izagirre \| Astana \| + 1m18s \| \| \| 5. \| Dylan Teuns \| Bahrain McLaren \| + 1m45s \| \| \| 6. \| Pello Bilbao \| Bahrain McLaren \| + 1m47s \| \| \| 7. \| Brandon McNulty \| UAE Team Emirates \| + 3m08s \| \| \| 8. \| Marc Soler \| Movistar Team \| + 3m21s \| \| \| 9. \| Rubén Fernández \| Fundación-Orbea \| + 3m33s \| \| \| 10. \| Harm Vanhoucke \| Lotto-Soudal \| + 4m12s \| \| |                 |                   |           |
| |                 |                   |           |
| Fonte: ProCyclingStats |                 |                   |           |
| Classificação geral |                 |                   |           |
| Ciclista | Ciclista        | Equipe            | Tempo     |
| 1. | Jakob Fuglsang  | Astana            | 17h47m58s |
| 2. | Jack Haig       | Mitchelton-Scott  | + 59s     |
| 3. | Mikel Landa     | Bahrain McLaren   | + 1m12s   |
| 4. | Ion Izagirre    | Astana            | + 1m18s   |
| 5. | Dylan Teuns     | Bahrain McLaren   | + 1m45s   |
| 6. | Pello Bilbao    | Bahrain McLaren   | + 1m47s   |
| 7. | Brandon McNulty | UAE Team Emirates | + 3m08s   |
| 8. | Marc Soler      | Movistar Team     | + 3m21s   |
| 9. | Rubén Fernández | Fundación-Orbea   | + 3m33s   |
| 10. | Harm Vanhoucke  | Lotto-Soudal      | + 4m12s   |

### Classificação da montanha
| Classificação da montanha | Classificação da montanha | Classificação da montanha | Classificação da montanha | Classificação da montanha |
| Ciclista                  | Ciclista                  | Equipe                    | Pontos                    |                           |
| ------------------------- | ------------------------- | ------------------------- | ------------------------- | ------------------------- |
| 1.                        | Floris De Tier            | Alpecin-Fenix             | 32 pts                    |                           |
| 2.                        | Mikel Bizkarra            | Fundación-Orbea           | 20 pts                    |                           |
| 3.                        | Jakob Fuglsang            | Astana                    | 16 pts                    |                           |
| 4.                        | Jack Haig                 | Mitchelton-Scott          | 16 pts                    |                           |
| 5.                        | Mikel Landa               | Bahrain McLaren           | 16 pts                    |                           |
| 6.                        | Maurits Lammertink        | Circus-Wanty Gobert       | 10 pts                    |                           |
| 7.                        | Carmelo Urbano            | Caja Rural-Seguros RGA    | 9 pts                     |                           |
| 8.                        | Enric Mas                 | Movistar Team             | 9 pts                     |                           |
| 9.                        | Lennard Hofstede          | Jumbo-Visma               | 8 pts                     |                           |
| 10.                       | Jérôme Cousin             | Total Direct Énergie      | 6 pts                     |                           |

### Classificação por pontos
| Classificação por pontos | Classificação por pontos  | Classificação por pontos | Classificação por pontos | Classificação por pontos |
| Ciclista                 | Ciclista                  | Equipe                   | Pontos                   |                          |
| ------------------------ | ------------------------- | ------------------------ | ------------------------ | ------------------------ |
| 1.                       | Jakob Fuglsang            | Astana                   | 100 pts                  |                          |
| 2.                       | Dylan Teuns               | Bahrain McLaren          | 77 pts                   |                          |
| 3.                       | Jack Haig                 | Mitchelton-Scott         | 69 pts                   |                          |
| 4.                       | Ion Izagirre              | Astana                   | 54 pts                   |                          |
| 5.                       | Pello Bilbao              | Bahrain McLaren          | 54 pts                   |                          |
| 6.                       | Mikel Landa               | Bahrain McLaren          | 48 pts                   |                          |
| 7.                       | Brandon McNulty           | UAE Team Emirates        | 42 pts                   |                          |
| 8.                       | Marc Soler                | Movistar Team            | 34 pts                   |                          |
| 9.                       | Gonzalo Serrano Rodríguez | Caja Rural-Seguros RGA   | 25 pts                   |                          |
| 10.                      | Juan José Lobato          | Fundación-Orbea          | 20 pts                   |                          |

### Classificação por equipas
| Classificação por equipes | Classificação por equipes | Classificação por equipes | Classificação por equipes |
| Equipe                    | Equipe                    | Tempo                     |                           |
| ------------------------- | ------------------------- | ------------------------- | ------------------------- |
| 1.                        | Bahrain McLaren           | 53h28m13s                 |                           |
| 2.                        | Mitchelton-Scott          | + 4m38s                   |                           |
| 3.                        | Astana                    | + 12m18s                  |                           |
| 4.                        | Movistar Team             | + 15m44s                  |                           |
| 5.                        | Euskaltel-Euskadi         | + 16m54s                  |                           |
| 6.                        | UAE Team Emirates         | + 24m52s                  |                           |
| 7.                        | Lotto Soudal              | + 29m29s                  |                           |
| 8.                        | Jumbo-Visma               | + 31m28s                  |                           |
| 9.                        | Equipo Kern Pharma        | + 36m52s                  |                           |
| 10.                       | Caja Rural-Seguros RGA    | + 39m06s                  |                           |

## Evolução das classificações
| Etapa                 | Vencedor              | Classificação geral | Classificação por pontos | Classificação da montanha | Classificação das metas volantes | Classificação por equipas |
| --------------------- | --------------------- | ------------------- | ------------------------ | ------------------------- | -------------------------------- | ------------------------- |
| 1.ª                   | Jakob Fuglsang        | Jakob Fuglsang      | Jakob Fuglsang           | Jakob Fuglsang            | Carmelo Urbano                   | Bahrain McLaren           |
| 2.ª                   | Gonzalo Serrano       | Jakob Fuglsang      | Jakob Fuglsang           | Jakob Fuglsang            | Carmelo Urbano                   | Bahrain McLaren           |
| 3.ª                   | Jakob Fuglsang        | Jakob Fuglsang      | Jakob Fuglsang           | Floris De Tier            | Loïc Vliegen                     | Bahrain McLaren           |
| 4.ª                   | Jack Haig             | Jakob Fuglsang      | Jakob Fuglsang           | Floris De Tier            | Loïc Vliegen                     | Bahrain McLaren           |
| 5.ª                   | Dylan Teuns           | Jakob Fuglsang      | Jakob Fuglsang           | Floris De Tier            | Loïc Vliegen                     | Bahrain McLaren           |
| Classificações finais | Classificações finais | Jakob Fuglsang      | Jakob Fuglsang           | Floris De Tier            | Loïc Vliegen                     | Bahrain McLaren           |

## Ciclistas participantes e posições finais
| Astana AST | Astana AST            | Astana AST |
| ---------- | --------------------- | ---------- |
| Num        | Ciclista              | Pos        |
| 1          | Jakob Fuglsang (DEN)  | 1.         |
| 2          | Ion Izagirre (ESP)    | 4.         |
| 3          | Dmitriy Gruzdev (KAZ) | 124.       |
| 4          | Hugo Houle (CAN)      | 84.        |
| 5          | Vadim Pronskiy (KAZ)  | 30.        |
| 6          | Daniil Fominykh (KAZ) | NP-1       |
| 7          | Nikita Stalnow (KAZ)  | 121.       |

| Jumbo-Visma TJV | Jumbo-Visma TJV          | Jumbo-Visma TJV |
| --------------- | ------------------------ | --------------- |
| Num             | Ciclista                 | Pos             |
| 11              | Antwan Tolhoek (NED)     | 12.             |
| 12              | Chris Harper (AUS)       | 14.             |
| 13              | Lennard Hofstede (NED)   | 88.             |
| 14              | Taco van der Hoorn (NED) | 92.             |
| 15              | Paul Martens (GER)       | 54.             |
| 16              | Bert-Jan Lindeman (NED)  | 97.             |
| 17              | Tom Leezer (NED)         | NP-5            |

| Mitchelton-Scott MTS | Mitchelton-Scott MTS      | Mitchelton-Scott MTS |
| -------------------- | ------------------------- | -------------------- |
| Num                  | Ciclista                  | Pos                  |
| 21                   | Jack Haig (AUS)           | 2.                   |
| 22                   | Mikel Nieve (ESP)         | 13.                  |
| 23                   | Edoardo Affini (ITA)      | 87.                  |
| 24                   | Alexander Edmondson (AUS) | 80.                  |
| 25                   | Brent Bookwalter (USA)    | 16.                  |
| 26                   | Andrey Zeits (KAZ)        | 11.                  |
| 27                   | Alexander Konychev (ITA)  | 105.                 |

| Movistar Team MOV | Movistar Team MOV      | Movistar Team MOV |
| ----------------- | ---------------------- | ----------------- |
| Num               | Ciclista               | Pos               |
| 31                | Marc Soler (ESP)       | 8.                |
| 32                | Enric Mas (ESP)        | 20.               |
| 33                | Nelson Oliveira (POR)  | 64.               |
| 34                | Antonio Pedrero (ESP)  | 26.               |
| 35                | Jorge Arcas (ESP)      | 46.               |
| 36                | Jürgen Roelandts (BEL) | 101.              |
| 37                | Sebastián Mora (ESP)   | 111.              |

| Lotto-Soudal LTS | Lotto-Soudal LTS        | Lotto-Soudal LTS |
| ---------------- | ----------------------- | ---------------- |
| Num              | Ciclista                | Pos              |
| 41               | Tomasz Marczyński (POL) | 59.              |
| 42               | Sander Armée (BEL)      | 17.              |
| 43               | Matthew Holmes (GBR)    | 114.             |
| 44               | Kobe Goossens (BEL)     | 75.              |
| 45               | Stefano Oldani (ITA)    | 82.              |
| 46               | Harm Vanhoucke (BEL)    | 10.              |
| 47               | Brian van Goethem (NED) | 72.              |

| Bahrain McLaren TBM | Bahrain McLaren TBM   | Bahrain McLaren TBM |
| ------------------- | --------------------- | ------------------- |
| Num                 | Ciclista              | Pos                 |
| 51                  | Mikel Landa (ESP)     | 3.                  |
| 52                  | Pello Bilbao (ESP)    | 6.                  |
| 53                  | Mark Padun (UKR)      | 117.                |
| 54                  | Damiano Caruso (ITA)  | 29.                 |
| 55                  | Sonny Colbrelli (ITA) | 70.                 |
| 56                  | Matej Mohorič (SLO)   | 73.                 |
| 57                  | Dylan Teuns (BEL)     | 5.                  |

| AG2R La Mondiale ALM | AG2R La Mondiale ALM    | AG2R La Mondiale ALM |
| -------------------- | ----------------------- | -------------------- |
| Num                  | Ciclista                | Pos                  |
| 61                   | Silvan Dillier (SUI)    | 18.                  |
| 62                   | Lawrence Naesen (BEL)   | 79.                  |
| 63                   | Alexis Gougeard (FRA)   | 91.                  |
| 64                   | Oliver Naesen (BEL)     | 32.                  |
| 65                   | Stijn Vandenbergh (BEL) | DNF-3                |
| 66                   | Clément Venturini (FRA) | 48.                  |

| UAE Team Emirates UAD | UAE Team Emirates UAD          | UAE Team Emirates UAD |
| --------------------- | ------------------------------ | --------------------- |
| Num                   | Ciclista                       | Pos                   |
| 71                    | David de la Cruz (ESP)         | DNF-4                 |
| 72                    | Alessandro Covi (ITA)          | 51.                   |
| 73                    | Valerio Conti (ITA)            | 61.                   |
| 74                    | Brandon McNulty (USA)          | 7.                    |
| 75                    | Vegard Stake Laengen (NOR)     | 76.                   |
| 76                    | Yousef Mirza Bani Hammad (UAE) | NP-1                  |
| 77                    | Edward Ravasi (ITA)            | 24.                   |

| Circus-Wanty Gobert CWG | Circus-Wanty Gobert CWG  | Circus-Wanty Gobert CWG |
| ----------------------- | ------------------------ | ----------------------- |
| Num                     | Ciclista                 | Pos                     |
| 81                      | Jan Bakelants (BEL)      | 23.                     |
| 82                      | Loïc Vliegen (BEL)       | 71.                     |
| 83                      | Yoann Offredo (FRA)      | DNF-1                   |
| 84                      | Maurits Lammertink (NED) | 42.                     |
| 85                      | Andrea Pasqualon (ITA)   | 65.                     |
| 86                      | Jérémy Bellicaud (FRA)   | DNF-2                   |
| 87                      | Jasper De Plus (BEL)     | DNF-1                   |

| Total Direct Énergie TDE | Total Direct Énergie TDE | Total Direct Énergie TDE |
| ------------------------ | ------------------------ | ------------------------ |
| Num                      | Ciclista                 | Pos                      |
| 91                       | Niki Terpstra (NED)      | 107.                     |
| 92                       | Romain Sicard (FRA)      | 35.                      |
| 93                       | Julien Simon (FRA)       | 37.                      |
| 94                       | Jérôme Cousin (FRA)      | 118.                     |
| 95                       | Damien Gaudin (FRA)      | 123.                     |
| 96                       | Adrien Petit (FRA)       | 122.                     |
| 97                       | Dries Van Gestel (BEL)   | 77.                      |

| Caja Rural-Seguros RGA CJR | Caja Rural-Seguros RGA CJR      | Caja Rural-Seguros RGA CJR |
| -------------------------- | ------------------------------- | -------------------------- |
| Num                        | Ciclista                        | Pos                        |
| 101                        | Carmelo Urbano (ESP)            | 127.                       |
| 102                        | Joel Nicolau (ESP)              | DNF-4                      |
| 103                        | Orluis Aular (VEN)              | 50.                        |
| 104                        | Álvaro Cuadros (ESP)            | 21.                        |
| 105                        | Gonzalo Serrano Rodríguez (ESP) | 45.                        |
| 106                        | Sergio Martín (ESP)             | 89.                        |
| 107                        | Jefferson Cepeda (ECU)          | 44.                        |

| B&B Hotels-Vital Concept p/b KTM BVC | B&B Hotels-Vital Concept p/b KTM BVC | B&B Hotels-Vital Concept p/b KTM BVC |
| ------------------------------------ | ------------------------------------ | ------------------------------------ |
| Num                                  | Ciclista                             | Pos                                  |
| 111                                  | Bryan Coquard (FRA)                  | 94.                                  |
| 112                                  | Kris Boeckmans (BEL)                 | DNF-3                                |
| 113                                  | Jens Debusschere (BEL)               | 112.                                 |
| 114                                  | Julien Morice (FRA)                  | 125.                                 |
| 115                                  | Kévin Réza (FRA)                     | 120.                                 |
| 116                                  | Sebastian Schönberger (AUT)          | 28.                                  |
| 117                                  | Jonas Van Genechten (BEL)            | 126.                                 |

| Alpecin-Fenix AFC | Alpecin-Fenix AFC       | Alpecin-Fenix AFC |
| ----------------- | ----------------------- | ----------------- |
| Num               | Ciclista                | Pos               |
| 121               | Floris De Tier (BEL)    | 34.               |
| 122               | Petr Vakoč (CZE)        | 68.               |
| 123               | Jimmy Janssens (BEL)    | 39.               |
| 124               | Scott Thwaites (GBR)    | 90.               |
| 125               | Louis Vervaeke (BEL)    | 36.               |
| 126               | Philipp Walsleben (GER) | DNF-3             |
| 127               | Oscar Riesebeek (NED)   | 74.               |

| Fundación-Orbea FOR | Fundación-Orbea FOR    | Fundación-Orbea FOR |
| ------------------- | ---------------------- | ------------------- |
| Num                 | Ciclista               | Pos                 |
| 131                 | Juan José Lobato (ESP) | 109.                |
| 132                 | Rubén Fernández (ESP)  | 9.                  |
| 133                 | Mikel Iturria (ESP)    | 53.                 |
| 134                 | Mikel Bizkarra (ESP)   | 15.                 |
| 135                 | Txomin Juaristi (ESP)  | 102.                |
| 136                 | Ibai Azurmendi (ESP)   | 52.                 |
| 137                 | Jokin Aranburu (ESP)   | 119.                |

| Arkéa-Samsic ARK | Arkéa-Samsic ARK         | Arkéa-Samsic ARK |
| ---------------- | ------------------------ | ---------------- |
| Num              | Ciclista                 | Pos              |
| 141              | Christophe Noppe (BEL)   | 115.             |
| 142              | Thomas Boudat (FRA)      | 93.              |
| 143              | Thibault Guernalec (FRA) | 103.             |
| 144              | Benoît Jarrier (FRA)     | 98.              |
| 145              | Łukasz Owsian (POL)      | 56.              |
| 146              | Anthony Delaplace (FRA)  | 19.              |
| 147              | Florian Vachon (FRA)     | 99.              |

| Riwal Readynez RIW | Riwal Readynez RIW       | Riwal Readynez RIW |
| ------------------ | ------------------------ | ------------------ |
| Num                | Ciclista                 | Pos                |
| 151                | Sondre Holst Enger (NOR) | 110.               |
| 152                | Kristian Aasvold (NOR)   | 33.                |
| 153                | Christoffer Lisson (DEN) | 83.                |
| 154                | Sindre Lunke (NOR)       | 66.                |
| 155                | Rasmus Quaade (DEN)      | DNF-1              |
| 156                | James Shaw (GBR)         | 49.                |
| 157                | Martijn Budding (NED)    | DNF-3              |

| Sport Vlaanderen-Baloise SVB | Sport Vlaanderen-Baloise SVB | Sport Vlaanderen-Baloise SVB |
| ---------------------------- | ---------------------------- | ---------------------------- |
| Num                          | Ciclista                     | Pos                          |
| 161                          | Amaury Capiot (BEL)          | 100.                         |
| 162                          | Kevin Deltombe (BEL)         | 69.                          |
| 163                          | Edward Planckaert (BEL)      | 78.                          |
| 164                          | Thomas Sprengers (BEL)       | 27.                          |
| 165                          | Aaron Van Poucke (BEL)       | 38.                          |
| 166                          | Emiel Planckaert (BEL)       | 95.                          |
| 167                          | Jordi Warlop (BEL)           | 96.                          |

| Gazprom-RusVelo GAZ | Gazprom-RusVelo GAZ   | Gazprom-RusVelo GAZ |
| ------------------- | --------------------- | ------------------- |
| Num                 | Ciclista              | Pos                 |
| 171                 | Evgeny Shalunov (RUS) | HD-5                |
| 172                 | Marco Canola (ITA)    | DNF-3               |
| 173                 | Anton Kuzmin (KAZ)    | 116.                |
| 174                 | Simone Velasco (ITA)  | 55.                 |
| 175                 | Artem Nych (RUS)      | 58.                 |
| 176                 | Alexey Rybalkin (RUS) | 60.                 |
| 177                 | Denis Nekrasov (RUS)  | DNF-4               |

| Burgos-BH BBH | Burgos-BH BBH            | Burgos-BH BBH |
| ------------- | ------------------------ | ------------- |
| Num           | Ciclista                 | Pos           |
| 181           | Jorge Cubero (ESP)       | 85.           |
| 182           | Pablo Guerrero (ESP)     | 62.           |
| 183           | Willie Smit (RSA)        | 86.           |
| 184           | Juan Felipe Osorio (COL) | 40.           |
| 185           | Diego Rubio (ESP)        | DNF-1         |
| 186           | Ángel Madrazo (ESP)      | 47.           |
| 187           | Óscar Cabedo (ESP)       | 54.           |

| Bingoal-Wallonie Bruxelles WVA | Bingoal-Wallonie Bruxelles WVA | Bingoal-Wallonie Bruxelles WVA |
| ------------------------------ | ------------------------------ | ------------------------------ |
| Num                            | Ciclista                       | Pos                            |
| 191                            | Jelle Vanendert (BEL)          | 57.                            |
| 192                            | Eliot Lietaer (BEL)            | 43.                            |
| 193                            | Julien Mortier (BEL)           | 63.                            |
| 195                            | Ludovic Robeet (BEL)           | 104.                           |
| 196                            | Franklin Six (BEL)             | 113.                           |

| Equipo Kern Pharma EKP | Equipo Kern Pharma EKP | Equipo Kern Pharma EKP |
| ---------------------- | ---------------------- | ---------------------- |
| Num                    | Ciclista               | Pos                    |
| 201                    | Jaime Castrillo (ESP)  | 25.                    |
| 202                    | Enrique Sanz (ESP)     | 108.                   |
| 203                    | Iván Moreno (ESP)      | 67.                    |
| 204                    | José Félix Parra (ESP) | 81.                    |
| 205                    | Urko Berrade (ESP)     | 41.                    |
| 206                    | Roger Adrià (ESP)      | 31.                    |
| 207                    | Jon Agirre (ESP)       | 106.                   |

| Astana AST | Astana AST            | Astana AST |
| ---------- | --------------------- | ---------- |
| Num        | Ciclista              | Pos        |
| 1          | Jakob Fuglsang (DEN)  | 1.         |
| 2          | Ion Izagirre (ESP)    | 4.         |
| 3          | Dmitriy Gruzdev (KAZ) | 124.       |
| 4          | Hugo Houle (CAN)      | 84.        |
| 5          | Vadim Pronskiy (KAZ)  | 30.        |
| 6          | Daniil Fominykh (KAZ) | NP-1       |
| 7          | Nikita Stalnow (KAZ)  | 121.       |

| Jumbo-Visma TJV | Jumbo-Visma TJV          | Jumbo-Visma TJV |
| --------------- | ------------------------ | --------------- |
| Num             | Ciclista                 | Pos             |
| 11              | Antwan Tolhoek (NED)     | 12.             |
| 12              | Chris Harper (AUS)       | 14.             |
| 13              | Lennard Hofstede (NED)   | 88.             |
| 14              | Taco van der Hoorn (NED) | 92.             |
| 15              | Paul Martens (GER)       | 54.             |
| 16              | Bert-Jan Lindeman (NED)  | 97.             |
| 17              | Tom Leezer (NED)         | NP-5            |

| Mitchelton-Scott MTS | Mitchelton-Scott MTS      | Mitchelton-Scott MTS |
| -------------------- | ------------------------- | -------------------- |
| Num                  | Ciclista                  | Pos                  |
| 21                   | Jack Haig (AUS)           | 2.                   |
| 22                   | Mikel Nieve (ESP)         | 13.                  |
| 23                   | Edoardo Affini (ITA)      | 87.                  |
| 24                   | Alexander Edmondson (AUS) | 80.                  |
| 25                   | Brent Bookwalter (USA)    | 16.                  |
| 26                   | Andrey Zeits (KAZ)        | 11.                  |
| 27                   | Alexander Konychev (ITA)  | 105.                 |

| Movistar Team MOV | Movistar Team MOV      | Movistar Team MOV |
| ----------------- | ---------------------- | ----------------- |
| Num               | Ciclista               | Pos               |
| 31                | Marc Soler (ESP)       | 8.                |
| 32                | Enric Mas (ESP)        | 20.               |
| 33                | Nelson Oliveira (POR)  | 64.               |
| 34                | Antonio Pedrero (ESP)  | 26.               |
| 35                | Jorge Arcas (ESP)      | 46.               |
| 36                | Jürgen Roelandts (BEL) | 101.              |
| 37                | Sebastián Mora (ESP)   | 111.              |

| Lotto-Soudal LTS | Lotto-Soudal LTS        | Lotto-Soudal LTS |
| ---------------- | ----------------------- | ---------------- |
| Num              | Ciclista                | Pos              |
| 41               | Tomasz Marczyński (POL) | 59.              |
| 42               | Sander Armée (BEL)      | 17.              |
| 43               | Matthew Holmes (GBR)    | 114.             |
| 44               | Kobe Goossens (BEL)     | 75.              |
| 45               | Stefano Oldani (ITA)    | 82.              |
| 46               | Harm Vanhoucke (BEL)    | 10.              |
| 47               | Brian van Goethem (NED) | 72.              |

| Bahrain McLaren TBM | Bahrain McLaren TBM   | Bahrain McLaren TBM |
| ------------------- | --------------------- | ------------------- |
| Num                 | Ciclista              | Pos                 |
| 51                  | Mikel Landa (ESP)     | 3.                  |
| 52                  | Pello Bilbao (ESP)    | 6.                  |
| 53                  | Mark Padun (UKR)      | 117.                |
| 54                  | Damiano Caruso (ITA)  | 29.                 |
| 55                  | Sonny Colbrelli (ITA) | 70.                 |
| 56                  | Matej Mohorič (SLO)   | 73.                 |
| 57                  | Dylan Teuns (BEL)     | 5.                  |

| AG2R La Mondiale ALM | AG2R La Mondiale ALM    | AG2R La Mondiale ALM |
| -------------------- | ----------------------- | -------------------- |
| Num                  | Ciclista                | Pos                  |
| 61                   | Silvan Dillier (SUI)    | 18.                  |
| 62                   | Lawrence Naesen (BEL)   | 79.                  |
| 63                   | Alexis Gougeard (FRA)   | 91.                  |
| 64                   | Oliver Naesen (BEL)     | 32.                  |
| 65                   | Stijn Vandenbergh (BEL) | DNF-3                |
| 66                   | Clément Venturini (FRA) | 48.                  |

| UAE Team Emirates UAD | UAE Team Emirates UAD          | UAE Team Emirates UAD |
| --------------------- | ------------------------------ | --------------------- |
| Num                   | Ciclista                       | Pos                   |
| 71                    | David de la Cruz (ESP)         | DNF-4                 |
| 72                    | Alessandro Covi (ITA)          | 51.                   |
| 73                    | Valerio Conti (ITA)            | 61.                   |
| 74                    | Brandon McNulty (USA)          | 7.                    |
| 75                    | Vegard Stake Laengen (NOR)     | 76.                   |
| 76                    | Yousef Mirza Bani Hammad (UAE) | NP-1                  |
| 77                    | Edward Ravasi (ITA)            | 24.                   |

| Circus-Wanty Gobert CWG | Circus-Wanty Gobert CWG  | Circus-Wanty Gobert CWG |
| ----------------------- | ------------------------ | ----------------------- |
| Num                     | Ciclista                 | Pos                     |
| 81                      | Jan Bakelants (BEL)      | 23.                     |
| 82                      | Loïc Vliegen (BEL)       | 71.                     |
| 83                      | Yoann Offredo (FRA)      | DNF-1                   |
| 84                      | Maurits Lammertink (NED) | 42.                     |
| 85                      | Andrea Pasqualon (ITA)   | 65.                     |
| 86                      | Jérémy Bellicaud (FRA)   | DNF-2                   |
| 87                      | Jasper De Plus (BEL)     | DNF-1                   |

| Total Direct Énergie TDE | Total Direct Énergie TDE | Total Direct Énergie TDE |
| ------------------------ | ------------------------ | ------------------------ |
| Num                      | Ciclista                 | Pos                      |
| 91                       | Niki Terpstra (NED)      | 107.                     |
| 92                       | Romain Sicard (FRA)      | 35.                      |
| 93                       | Julien Simon (FRA)       | 37.                      |
| 94                       | Jérôme Cousin (FRA)      | 118.                     |
| 95                       | Damien Gaudin (FRA)      | 123.                     |
| 96                       | Adrien Petit (FRA)       | 122.                     |
| 97                       | Dries Van Gestel (BEL)   | 77.                      |

| Caja Rural-Seguros RGA CJR | Caja Rural-Seguros RGA CJR      | Caja Rural-Seguros RGA CJR |
| -------------------------- | ------------------------------- | -------------------------- |
| Num                        | Ciclista                        | Pos                        |
| 101                        | Carmelo Urbano (ESP)            | 127.                       |
| 102                        | Joel Nicolau (ESP)              | DNF-4                      |
| 103                        | Orluis Aular (VEN)              | 50.                        |
| 104                        | Álvaro Cuadros (ESP)            | 21.                        |
| 105                        | Gonzalo Serrano Rodríguez (ESP) | 45.                        |
| 106                        | Sergio Martín (ESP)             | 89.                        |
| 107                        | Jefferson Cepeda (ECU)          | 44.                        |

| B&B Hotels-Vital Concept p/b KTM BVC | B&B Hotels-Vital Concept p/b KTM BVC | B&B Hotels-Vital Concept p/b KTM BVC |
| ------------------------------------ | ------------------------------------ | ------------------------------------ |
| Num                                  | Ciclista                             | Pos                                  |
| 111                                  | Bryan Coquard (FRA)                  | 94.                                  |
| 112                                  | Kris Boeckmans (BEL)                 | DNF-3                                |
| 113                                  | Jens Debusschere (BEL)               | 112.                                 |
| 114                                  | Julien Morice (FRA)                  | 125.                                 |
| 115                                  | Kévin Réza (FRA)                     | 120.                                 |
| 116                                  | Sebastian Schönberger (AUT)          | 28.                                  |
| 117                                  | Jonas Van Genechten (BEL)            | 126.                                 |

| Alpecin-Fenix AFC | Alpecin-Fenix AFC       | Alpecin-Fenix AFC |
| ----------------- | ----------------------- | ----------------- |
| Num               | Ciclista                | Pos               |
| 121               | Floris De Tier (BEL)    | 34.               |
| 122               | Petr Vakoč (CZE)        | 68.               |
| 123               | Jimmy Janssens (BEL)    | 39.               |
| 124               | Scott Thwaites (GBR)    | 90.               |
| 125               | Louis Vervaeke (BEL)    | 36.               |
| 126               | Philipp Walsleben (GER) | DNF-3             |
| 127               | Oscar Riesebeek (NED)   | 74.               |

| Fundación-Orbea FOR | Fundación-Orbea FOR    | Fundación-Orbea FOR |
| ------------------- | ---------------------- | ------------------- |
| Num                 | Ciclista               | Pos                 |
| 131                 | Juan José Lobato (ESP) | 109.                |
| 132                 | Rubén Fernández (ESP)  | 9.                  |
| 133                 | Mikel Iturria (ESP)    | 53.                 |
| 134                 | Mikel Bizkarra (ESP)   | 15.                 |
| 135                 | Txomin Juaristi (ESP)  | 102.                |
| 136                 | Ibai Azurmendi (ESP)   | 52.                 |
| 137                 | Jokin Aranburu (ESP)   | 119.                |

| Arkéa-Samsic ARK | Arkéa-Samsic ARK         | Arkéa-Samsic ARK |
| ---------------- | ------------------------ | ---------------- |
| Num              | Ciclista                 | Pos              |
| 141              | Christophe Noppe (BEL)   | 115.             |
| 142              | Thomas Boudat (FRA)      | 93.              |
| 143              | Thibault Guernalec (FRA) | 103.             |
| 144              | Benoît Jarrier (FRA)     | 98.              |
| 145              | Łukasz Owsian (POL)      | 56.              |
| 146              | Anthony Delaplace (FRA)  | 19.              |
| 147              | Florian Vachon (FRA)     | 99.              |

| Riwal Readynez RIW | Riwal Readynez RIW       | Riwal Readynez RIW |
| ------------------ | ------------------------ | ------------------ |
| Num                | Ciclista                 | Pos                |
| 151                | Sondre Holst Enger (NOR) | 110.               |
| 152                | Kristian Aasvold (NOR)   | 33.                |
| 153                | Christoffer Lisson (DEN) | 83.                |
| 154                | Sindre Lunke (NOR)       | 66.                |
| 155                | Rasmus Quaade (DEN)      | DNF-1              |
| 156                | James Shaw (GBR)         | 49.                |
| 157                | Martijn Budding (NED)    | DNF-3              |

| Sport Vlaanderen-Baloise SVB | Sport Vlaanderen-Baloise SVB | Sport Vlaanderen-Baloise SVB |
| ---------------------------- | ---------------------------- | ---------------------------- |
| Num                          | Ciclista                     | Pos                          |
| 161                          | Amaury Capiot (BEL)          | 100.                         |
| 162                          | Kevin Deltombe (BEL)         | 69.                          |
| 163                          | Edward Planckaert (BEL)      | 78.                          |
| 164                          | Thomas Sprengers (BEL)       | 27.                          |
| 165                          | Aaron Van Poucke (BEL)       | 38.                          |
| 166                          | Emiel Planckaert (BEL)       | 95.                          |
| 167                          | Jordi Warlop (BEL)           | 96.                          |

| Gazprom-RusVelo GAZ | Gazprom-RusVelo GAZ   | Gazprom-RusVelo GAZ |
| ------------------- | --------------------- | ------------------- |
| Num                 | Ciclista              | Pos                 |
| 171                 | Evgeny Shalunov (RUS) | HD-5                |
| 172                 | Marco Canola (ITA)    | DNF-3               |
| 173                 | Anton Kuzmin (KAZ)    | 116.                |
| 174                 | Simone Velasco (ITA)  | 55.                 |
| 175                 | Artem Nych (RUS)      | 58.                 |
| 176                 | Alexey Rybalkin (RUS) | 60.                 |
| 177                 | Denis Nekrasov (RUS)  | DNF-4               |

| Burgos-BH BBH | Burgos-BH BBH            | Burgos-BH BBH |
| ------------- | ------------------------ | ------------- |
| Num           | Ciclista                 | Pos           |
| 181           | Jorge Cubero (ESP)       | 85.           |
| 182           | Pablo Guerrero (ESP)     | 62.           |
| 183           | Willie Smit (RSA)        | 86.           |
| 184           | Juan Felipe Osorio (COL) | 40.           |
| 185           | Diego Rubio (ESP)        | DNF-1         |
| 186           | Ángel Madrazo (ESP)      | 47.           |
| 187           | Óscar Cabedo (ESP)       | 54.           |

| Bingoal-Wallonie Bruxelles WVA | Bingoal-Wallonie Bruxelles WVA | Bingoal-Wallonie Bruxelles WVA |
| ------------------------------ | ------------------------------ | ------------------------------ |
| Num                            | Ciclista                       | Pos                            |
| 191                            | Jelle Vanendert (BEL)          | 57.                            |
| 192                            | Eliot Lietaer (BEL)            | 43.                            |
| 193                            | Julien Mortier (BEL)           | 63.                            |
| 195                            | Ludovic Robeet (BEL)           | 104.                           |
| 196                            | Franklin Six (BEL)             | 113.                           |

| Equipo Kern Pharma EKP | Equipo Kern Pharma EKP | Equipo Kern Pharma EKP |
| ---------------------- | ---------------------- | ---------------------- |
| Num                    | Ciclista               | Pos                    |
| 201                    | Jaime Castrillo (ESP)  | 25.                    |
| 202                    | Enrique Sanz (ESP)     | 108.                   |
| 203                    | Iván Moreno (ESP)      | 67.                    |
| 204                    | José Félix Parra (ESP) | 81.                    |
| 205                    | Urko Berrade (ESP)     | 41.                    |
| 206                    | Roger Adrià (ESP)      | 31.                    |
| 207                    | Jon Agirre (ESP)       | 106.                   |

Convenções:
- AB-N: Abandono na etapa "N"
- FLT-N: Retiro por chegada fora do limite de tempo na etapa "N"
- NTS-N: Não tomou a saída para a etapa "N"
- DES-N: Desclassificado ou expulsado na etapa "N"

## UCI World Ranking
A Volta à Andaluzia outorgou pontos para o UCI World Ranking para corredores das equipas nas categorias UCI WorldTeam, UCI ProTeam e Continental. As seguintes tabelas são o barómetro de pontuação e os 10 corredores que obtiveram mais pontos:
| Posição             | 1.º | 2.º | 3.º | 4.º | 5.º | 6.º | 7.º | 8.º | 9.º | 10.º | 11.º | 12.º | 13.º | 14.º | 15.º | 16.º-30.º | 31.º-40.º |
| Classificação geral | 200 | 150 | 125 | 100 | 85  | 70  | 60  | 50  | 40  | 35   | 30   | 25   | 20   | 15   | 10   | 5         | 3         |
| Por etapa           | 20  | 10  | 5   |     |     |     |     |     |     |      |      |      |      |      |      |           |           |
| Líder               | 5   |     |     |     |     |     |     |     |     |      |      |      |      |      |      |           |           |

| Classificação |                 |                  |       |       |       |       |
| Posição       | Ciclista        | Equipa           | Geral | Etapa | Líder | Total |
| ------------- | --------------- | ---------------- | ----- | ----- | ----- | ----- |
| 1.º           | Jakob Fuglsang  | Astana           | 200   | 60    | 20    | 280   |
| 2.º           | Jack Haig       | Mitchelton-Scott | 150   | 20    | -     | 170   |
| 3.º           | Mikel Landa     | Bahrain McLaren  | 125   | 15    | -     | 140   |
| 4.º           | Dylan Teuns     | Bahrain McLaren  | 85    | 30    | -     | 115   |
| 5.º           | Ion Izagirre    | Astana           | 100   | -     | -     | 100   |
| 6.º           | Pello Bilbao    | Bahrain McLaren  | 70    | 10    | -     | 80    |
| 7.º           | Brandon McNulty | UAE Emirates     | 60    | 5     | -     | 65    |
| 8.º           | Marc Soler      | Movistar         | 50    | -     | -     | 50    |
| 9.º           | Rubén Fernández | Fundación-Orbea  | 40    | -     | -     | 40    |
| 10.º          | Harm Vanhoucke  | Lotto Soudal     | 35    | -     | -     | 35    |